# Стратиграфическое подразделение
Стратиграфическое подразделение, стратиграфическая единица (от лат. stratum «настил, слой» + др.-греч. γράφω «записывать, писать») или стратон — геологическое тело, совокупность горных пород (например, слой или группа смежных слоёв), занимающая определённое положение в последовательности геологических тел, слагающих земную кору, и характеризующаяся каким либо признаком или комплексом признаков. Такими признаками могут быть состав и свойства пород, слагающих данное подразделение, ископаемые остатки организмов и т. д.
Поверхности, отделяющие друг от друга статиграфические подразделения, называются стратиграфическими границами. Более древняя граница (нижняя при ненарушенном залегании слоёв) называется подошвой, а более молодая (верхняя) кровлей. Интервал между кровлей и подошвой называют объёмом стратиграфического подразделения.
Для каждого стратиграфического подразделения можно выделить период времени, в течение которого накапливались слагающие его горные породы. Этот период или определённый интервал геологического времени называют геохронологическим подразделением. Таким образом, каждому стратиграфическому подразделению соответствует эквивалентное ему геохронологическое.

## Принципы выделения стратиграфических подразделений
Среди геологов нет единства взглядов на принципы выделения стратиграфических подразделений. В стратиграфии исторически сложились две различные концепции или научные школы. Первая концепция («единства стратиграфии» или «европейская») определяет стратиграфические подразделения как части земной коры, соответствующие определённым этапам геологической истории, то есть естественные образования. Вторая концепция («множественности стратиграфий» или «американская») рассматривает стратиграфические подразделения как совокупности горных пород, выделенные по какому-либо определённому признаку, то есть допускает искусственное, субъективное выделение стратонов, основанное на договорённости специалистов.

## Классификация стратиграфических подразделений
Различными исследователями предлагалось множество вариантов классификации стратиграфических подразделений. Некоторые из этих вариантов были официально закреплены в национальных стратиграфических кодексах разных стран, например, в Стратиграфическом кодексе России и Североамериканском стратиграфическом кодексе.

### По методу выделения и обоснования
В зависимости от методов, используемых при их выделении и обосновании, могут выделяться следующие категории стратиграфических подразделений:
- Литостратиграфические подразделения основаны на литологических свойствах горных пород[10].
  - Морфолитостратиграфические подразделения — категория подразделений, выделяемые по литологическим свойствам в Стратиграфическом кодексе России[11].
  - Литодемические подразделения сложены сильно деформированными и/или метаморфизованными породами, а также интрузивными породами. В Североамериканском стратиграфическом кодексе[12] выделяются в самостоятельную категорию. В Международном стратиграфическом справочнике подобные подразделения рассматриваются в категории литостратиграфических[13].
- Аллостратиграфические подразделения[12] или подразделения, ограниченные несогласиями[14], представляют собой толщи пород, ограниченные сверху и снизу значительными перерывами в стратиграфической последовательности, то есть стратиграфическими несогласиями либо угловыми несогласиями[14].
- Сейсмостратиграфические подразделения представляют собой геологические тела, которые разделены границами, выявляемыми с помощью сейсморазведки[15].
- Биостратиграфические подразделения основаны на содержащихся в горных породах ископаемых остатках организмов[10].
- Климатостратиграфические подразделения основаны на периодических изменениях климата, которые находят своё отражение в изменении состава пород или содержащихся в них остатков организмов[16].
- Магнитостратиграфические подразделения основаны на магнитных свойствах пород.
  - Магнитополярные (палеомагнитные)[17] или подразделения магнитной полярности[10] устанавливаются с помощью палеомагнитных методов датирования. Они основаны на параметрах, отражающих изменения геомагнитного поля во времени, например, изменения полярности или напряженности поля, изменения координат магнитных полюсов[17].
  - Магнитные подразделения выделяются на основе численных магнитных характеристик горных пород (значения магнитной восприимчивости, остаточной намагниченности, параметры магнитного насыщения). В отличие от магнитополярных подразделений, они не связаны с изменениями геомагнитного поля в древности[18].
- Хроностратиграфические подразделения основаны на времени формирования пород[10].

Вышеперечисленные категории могут объединяться в группы.
В третьем издании Стратиграфического кодекса России различные категории стратиграфических подразделения объединены в две группы:
- Основные стратиграфические подразделения, выделяемые с помощью целого комплекса различных методов — биостратиграфических, магнитостратиграфических, климатостратиграфических и так далее. Однако, на практике во многих случаях могут быть использованы не все из этих методов. Например, биостратиграфический метод можно применять лишь, если в отложениях присутствуют остатки ископаемых организмов.
- Специальные стратиграфические подразделения, для выделения и обоснования которых используется лишь один метод — морфолитостратиграфический, биостратиграфический, климатостратиграфический, магнитостратиграфический или сейсмостратиграфический.

Из этих методов особенно важен биостратиграфический, который позволяет по содержащимся в горных породах останкам организмов сопоставлять отложения из разных районов земного шара и устанавливать их относительный возраст.
В Североамериканском стратиграфическом кодексе они объединяются в два класса:
- Материальные подразделения, основанные на наблюдаемых материальных признаках, свойствах пород. К данному класу отнесены литостратиграфические, литодемические, магнитостратиграфические (магнитополярные), биостратиграфические, педостратиграфические и аллостратиграфические.
- Временны́е и хроностратиграфические подразделения, основанные на интерпретациях их возраста.